# Старая Буда (Житомирская область)
Ста́рая Бу́да (укр. Стара Буда) — село на Украине, находится в Радомышльском районе Житомирской области.
Код КОАТУУ — 1825082207. Население по переписи 2001 года составляет 80 человек. Почтовый индекс — 12217. Телефонный код — 4132. Занимает площадь 0,042 км².

## Адрес местного совета
12220, Житомирская область, Радомышльский р-н, с.Гута-Потиевка